# William Haywood Hamilton
William Haywood Hamilton, britanski general, * 1880, † 1955.